# Червеногърла сипка
Червеногърла сипка (Amadina fasciata) е вид птица от семейство Estrildidae.

## Разпространение
Видът е разпространен в Ангола, Бенин, Ботсвана, Буркина Фасо, Камерун, Чад, Кот д'Ивоар, Еритрея, Етиопия, Гамбия, Гана, Кения, Малави, Мали, Мавритания, Мозамбик, Намибия, Нигер, Нигерия, Сенегал, Сомалия, Южна Африка, Южен Судан, Судан, Танзания, Уганда, Замбия и Зимбабве.